# Lagerolvon
Lagerolvon, Viburnum tinus är en desmeknoppsväxtart som beskrevs av Carl von Linné. Viburnum tinus ingår i släktet olvonsläktet, och familjen desmeknoppsväxter. Inga underarter finns listade i Catalogue of Life.

## Bildgalleri

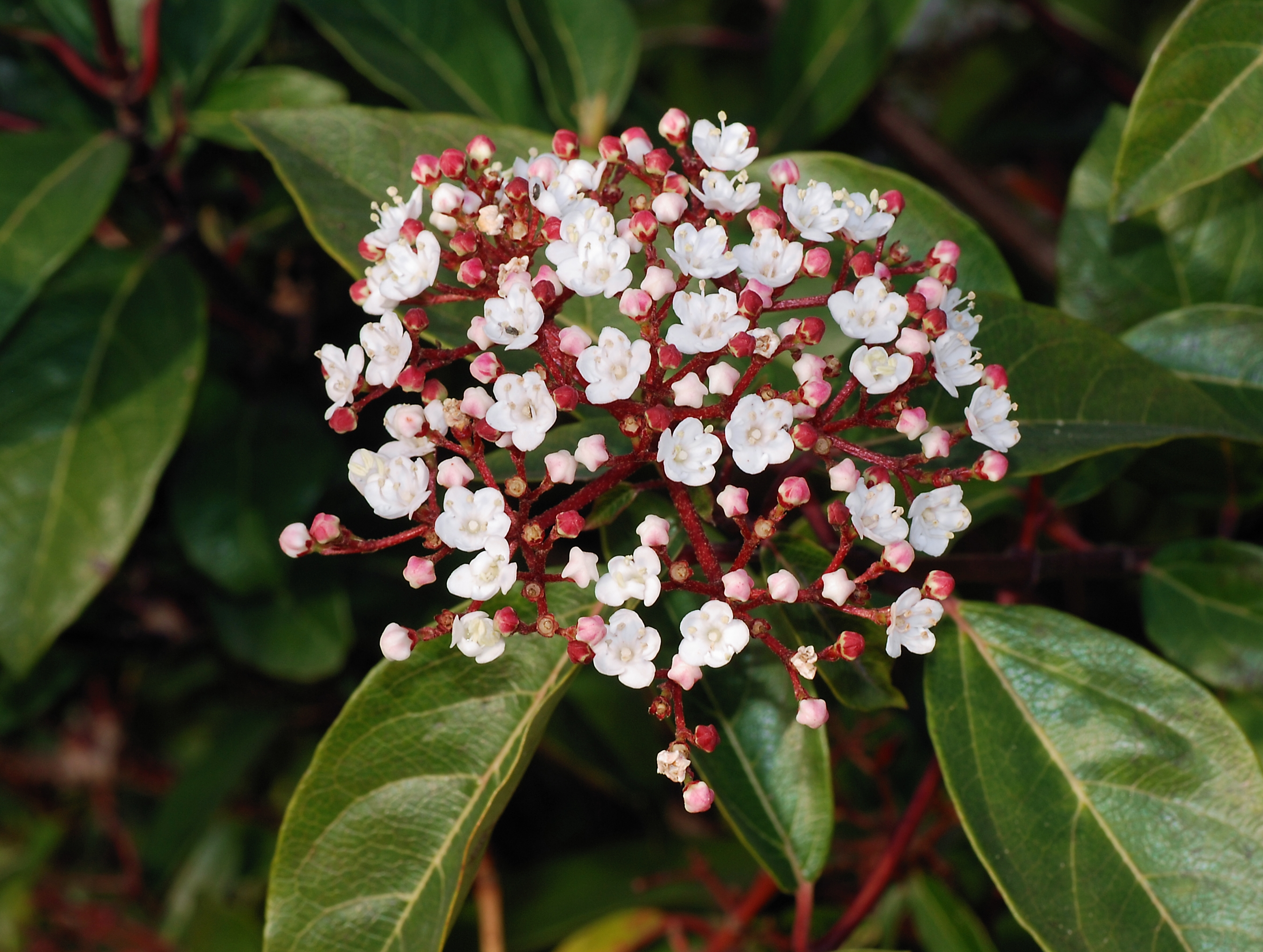
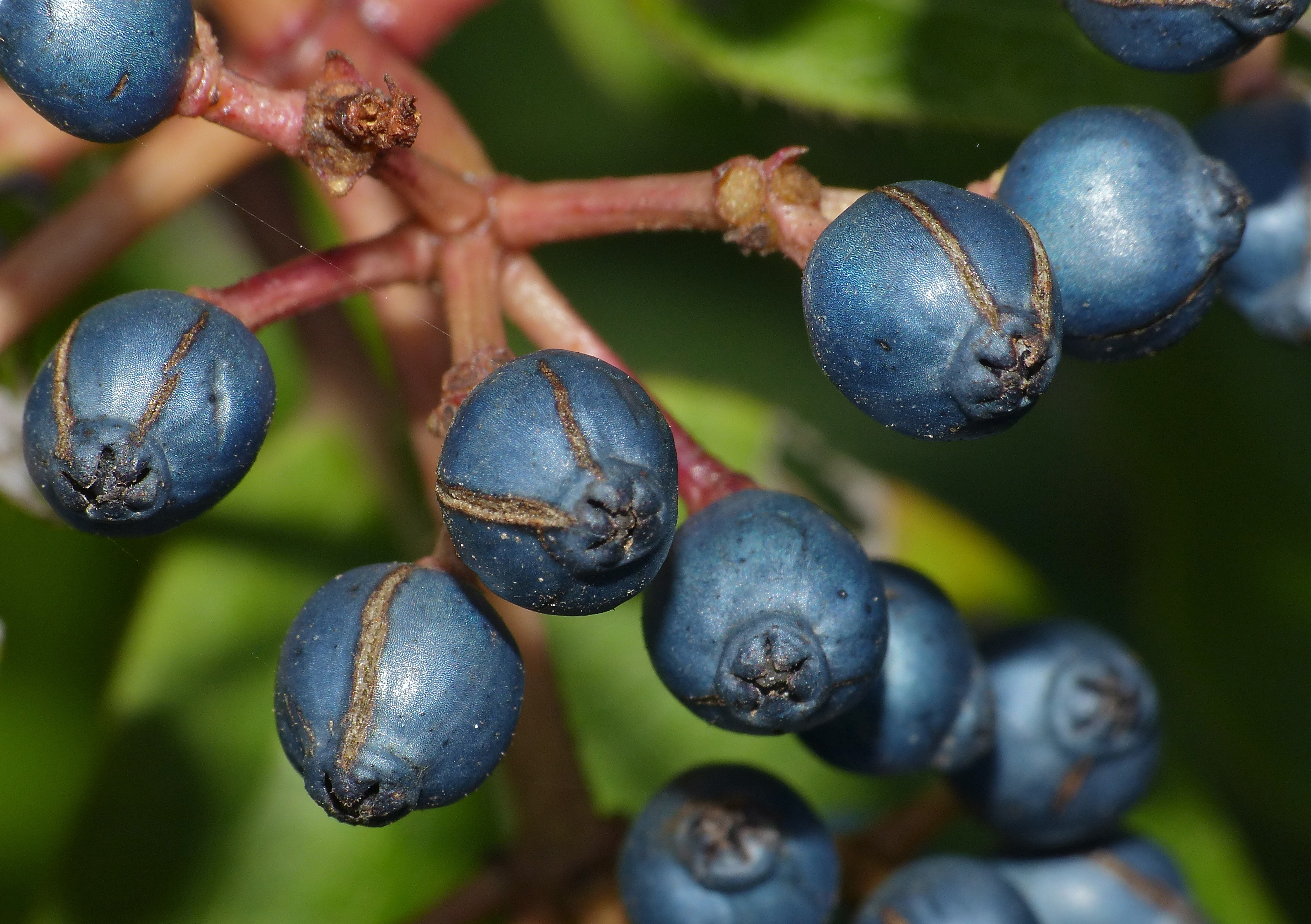
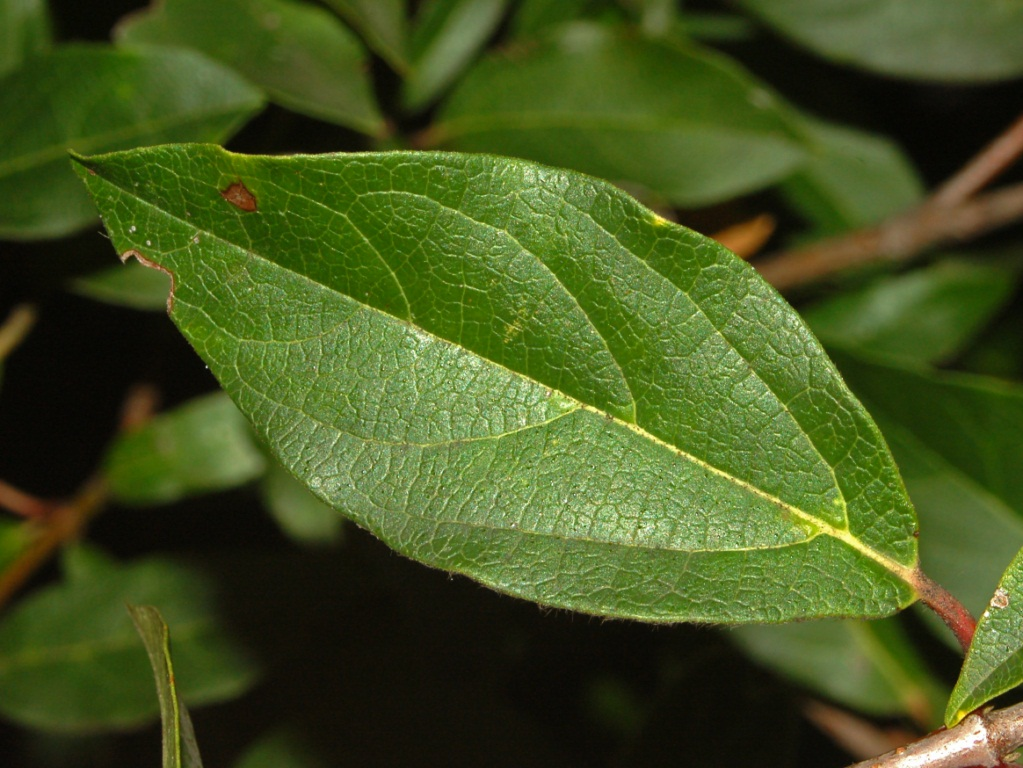